# Margaret Atwood
Margaret Eleanor „Peggy” Atwood (ur. 18 listopada 1939 w Ottawie) – kanadyjska pisarka, poetka i krytyczka literacka, aktywistka społeczna i ekologiczna. Zdobywczyni Nagrody Bookera w 2000 i 2019, laureatka Nagrody Księcia Asturii w 2008, wymieniana wśród kandydatów do literackiej Nagrody Nobla.

## Życiorys
Urodzona w Ottawie jako drugie z trojga dzieci entomologa Carla Edmunda Atwooda i dietetyczki Margaret Dorothy Killiam. W związku z badaniami ojca Atwood spędziła sporą część swego dzieciństwa w lasach północnego Quebecu, później mieszkała także w Sault Ste. Marie i Toronto. Przez długi czas nie ukończyła z tego powodu ani jednego pełnego roku szkolnego. Będąc dzieckiem, zaczytywała się w książkach, komiksach i baśniach braci Grimm.
Atwood zaczęła pisać już w wieku sześciu lat, a gdy miała lat szesnaście postanowiła, że swą przyszłość zwiąże z pisarstwem. W 1957 zaczęła studia w Victoria College na Uniwersytecie w Toronto. W 1961 uzyskała tytuł bakalaureata z języka angielskiego, francuskiego i filozofii.
Jesienią 1961, po zdobyciu Medalu im. E.J. Pratta za tomik poezji Double Persephone, wydany własnym sumptem, rozpoczęła studia dyplomowe w Radcliffe College na Uniwersytecie Harvarda (otrzymała stypendium im. Woodrowa Wilsona). W 1962 uzyskała tytuł magistra (Master of Arts). Później kontynuowała studia jeszcze przez dwa lata, nie odebrała jednak dyplomu doktorskiego (Ph.D.). 
Wykładała na Uniwersytecie Kolumbii Brytyjskiej (1965), Sir George Williams University w Montrealu (1967-1968), University of Alberta (1969-1979), Uniwersytecie York w Toronto (1971-1972) i Uniwersytecie Nowojorskim, gdzie była profesorem angielskiego.

## Życie prywatne
W 1968 poślubiła Jima Polka, z którym rozwiodła się w 1973. Wkrótce po rozwodzie związała się z powieściopisarzem Graeme'em Gibsonem. Przeprowadzili się do miejscowości Alliston, 90 km na północ od Toronto. W 1976 urodziła się im córka Eleanor Jess Atwood Gibson (Graeme Gibson ma także dwóch synów z pierwszego małżeństwa). W 1980 pisarka powróciła do Toronto.

## Twórczość
W swojej twórczości dotyka tematyki feministycznej. Utwory osadza często w realiach kanadyjskich. Ma na swoim koncie kilka zbiorów poezji, książki dla dzieci, eseje.
Jej najbardziej znany utwór to antyutopijna powieść Opowieść podręcznej (1985). Książka ta została sfilmowana w  1990 przez Volkera Schlöndorffa według scenariusza Harolda Pintera, a w 2017 Bruce Miller nakręcił serial telewizyjny na jej podstawie. Kontynuacja Opowieści podręcznej – Testamenty zdobyła Nagrodę Bookera w 2019. Inna popularna powieść Atwood to Ślepy zabójca (2000), wyróżniona prestiżową Nagrodą Bookera. 

## Publikacje

### Powieści
- Kobieta do zjedzenia(inne języki) (The Edible Woman 1969, wyd. pol. 1986, tłum. Małgorzata Golewska-Stafiej),
- Wynurzenie (Surfacing 1972, wyd. pol. Książka i Wiedza 1987, tłum. Jolanta Plakwicz, Teresa Poniatowska),
- Pani Wyrocznia(inne języki) (Lady Oracle 1976, wyd. pol. PIW 1989, tłum. Zofia Uhrynowska-Hanasz),
- Życie przed mężczyzną (Life before Man 1979, wyd. pol. Zysk i S-ka 2003, tłum. Maria Zborowska),
- Okaleczenie ciała (Bodily Harm 1981, wyd. pol. Zysk i S-ka 1999, tłum. Maria Zborowska),
- Opowieść podręcznej (The Handmaid's Tale 1985, wyd. pol. PIW 1992, tłum. Zofia Uhrynowska-Hanasz),
- Kocie oko (Cat's Eye 1988, wyd. pol. PIW 1995, tłum. Magdalena Konikowska),
- Zbójecka narzeczona(inne języki) (The Robber Bride 1993, wyd. pol. Zysk i S-ka 1996, tłum. Wiesław Marcysiak),
- Grace i Grace(inne języki) (Alias Grace 1996, wyd. pol. Noir sur Blanc 1999, tłum. Aldona Biała),
- Ślepy zabójca (The Blind Assassin 2000, wyd. pol. Zysk i S-ka 2002, tłum. Małgorzata Hesko-Kołodzińska),
- Oryks i Derkacz(inne języki) (Oryx and Crake 2003, wyd. pol. Zysk i S-ka 2004, tłum. Małgorzata Hesko-Kołodzińska),
- Penelopiada(inne języki) (The Penelopiad. The Myth of Penelope and Odysseus 2005, wyd. pol. Znak 2005, tłum. Magdalena Konikowska),
- Rok Potopu(inne języki) (The Year of the Flood 2009, wyd. pol. Znak 2010, tłum. Marcin Michalski),
- MaddAddam(inne języki) (MaddAddam 2013, wyd. pol. Zysk i S-ka, Warszawa 2017, tłum. Tomasz Wilusz),
- Scribbler Moon (2014),
- Serce umiera ostatnie(inne języki) (The Heart Goes Last 2015, wyd. pol. Wielka Litera 2016, tłum. Małgorzata Maruszkin),
- Burza: Czarci pomiot(inne języki) (Hag-Seed 2016, wyd. pol. Wydawnictwo Dolnośląskie 2016, tłum. Łukasz Witczak),
- Testamenty (The Testaments 2019, wyd. pol. Wielka Litera 2020, tłum. Paweł Lipszyc).

### Zbiory poezji
- Double Persephone (1961),
- Expeditions (1965),
- The Circle Game (1966),
- Speeches for Doctor Frankenstein (1966),
- The Animals in That Country (1968),
- Dzienniki Susanny Moodie (The Journals of Susanna Moodie 1970),
- Procedures for Underground (1970),
- Power Politics (1971),
- You Are Happy (1974),
- Selected Poems (1976),
- Two-Headed Poems (1978),
- True Stories (1981),
- Interlunar (1984),
- Selected Poems II: Selected and New 1976-1986 (1986),
- Morning in the Burned House (1995),
- Eating Fire: Selected Poems, 1965-1995 (1998),
- The Door (2007).
- Dearly (2020, wyd. polskie jako Wiersze przychodzą późno, 2023, tłum. Jerzy Jarniewicz)

### Zbiory opowiadań
- Dancing Girls (1977),
- Morderstwo w ciemności (Murder in the Dark 1983, wyd. pol. Bellona 2009, tłum. Anna Żukowska-Maziarska),
- Bluebeard's Egg (1983),
- Wilderness Tips (1991),
- Dobre kości (Good Bones and Simple Murders 1994, wyd. pol. Bellona 2009, tłum. Anna Żukowska-Maziarska),
- Namiot (The Tent 2006, wyd. pol. Bellona 2007, tłum. Justyna Gardzińska),
- Moralny nieład (Moral Disorder 2006, wyd. pol. Znak 2008, tłum. Zofia Uhrynowska-Hanasz),
- Kamienne posłanie (Stone Mattress: Nine Tales 2014, wyd. pol. Wielka Litera 2019, tłum. Paweł Lipszyc).
- Wdowi las (Old Babes in the Wood 2023, wyd. pol. Wielka Litera 2024, tłum. Olga Dziedzic).

### Książki dla dzieci
- Up in the Tree (1978),
- Anna's Pet (1980),
- For the Birds (1990),
- Princess Prunella and the Purple Peanut (1995),
- Rude Ramsay and the Roaring Radishes (2003),
- Bashful Bob and Doleful Dorinda (2004),
- Wandering Wenda and Widow Wallop's Wunderground Washery (2011).

### Prace krytyczne
- Survival, A Thematic Guide to Canadian Literature (1972),
- Days of the Rebels 1815-1840 (1977),
- Second Words: Selected Critical Prose (1982),
- Strange Things: The Malevolent North in Canadian Literature (1995),
- Negotiating with the Dead, A Writer on Writing (2002),
- Moving Targets: Writing with Intent 1982-2004 (2004),
- Curious Pursuits: Occasional Writing (2005),
- Writing with Intent: Essays, Reviews, Personal Prose 1983-2005 (2005),
- In Other Worlds: SF and Human Imagination (2011).

### Zbiory esejów
- Dług: Rozrachunek z ciemną stroną bogactwa (Payback: Debt and the Shadow Side of Wealth 2008, wyd. pol. Znak 2010, tłum. Tomasz Macios).

## Nagrody
Niektóre nagrody, których laureatką jest Margaret Atwood:
- Nagroda im. Arthura C. Clarke’a za Opowieść podręcznej (1987),
- The Man Booker Prize for Fiction za Ślepego zabójcę (2000) i za Testamenty (2019),
- Nagroda Księcia Asturii (2008),
- Medal Diamentowego Jubileuszu Królowej Elżbiety II (2012),
- Złoty Wieniec Strużańskich wieczorów poezji (2016),
- Nagroda Franza Kafki (2017),
- Nagroda Pokojowa Księgarzy Niemieckich (2017),
- Order Towarzyszy Honoru (2019).